# Antonio Garrigós Sánchez
Antonio Garrigós Sánchez (Albacete, España; 30 de enero de 1961), astrónomo español.
Se le reconoce el descubrimiento del asteroide (438829) 2009 BY7.